# Acraea
Genre
Acraea est un genre de lépidoptères (papillons) tropicaux qui est classé aujourd’hui dans la famille des Nymphalidae (papillons tétrapodes – première paire de pattes réduite) et dans la sous-famille des Heliconiinae.

## Répartition
Il occupe l’Afrique subsaharienne, avec des représentants au Yémen et en Arabie saoudite, l'Asie tropicale, du sud de la Chine, de l'Inde à l'Indonésie et au Vietnam, l'Océanie avec une espèce qui vole en Australie et dans certaines îles du Pacifique (îles Samoa, îles Salomon, Nouvelle-Calédonie), et l'Amérique centrale et du Sud.

## Classification desAcraeaafricains
L’architecture générale de la classification est fondée (sous-genre, clade, groupes) et découle de l’apport de J. Pierre, professeur au Muséum national d'histoire naturelle de Paris. La liste définitive des espèces a fait l’objet de deux publications réalisées avec Dominique Bernaud. Un nouveau supplément édité en 2014 par le même éditeur délivre la liste systématique et synonymique complète du genre Acraea de l'ancien et du nouveau monde.
La présente classification est le fruit d’un travail entrepris par le Pr J. Pierre depuis les années 1974, date à laquelle il publiait l’article intitulé « Variation géographique et mimétisme chez Acraea encedon (Linné) » au Bulletin de la Société Entomologique de France. Depuis cette date il a publié près de 60 articles ou ouvrages sur le genre Acraea.
D. Bernaud s’est associé à ce travail depuis 1991 en co-publiant avec J. Pierre son premier article intitulé « A propos d'Acraea kraka Aur. au Cameroun (Lepidoptera Nymphalidae) ». Depuis, il a co-publié ou publié seul environ 40 articles ou ouvrages sur le même sujet.
Au total les deux auteurs réunis ont produit depuis 40 années plus d’articles et d’ouvrages que le plus prolifique des auteurs sur les Acraea, Butler A. G. qui n’en publia que 48. Nous signalerons à ce titre que J. Pierre et D. Bernaud ont mis en évidence deux problèmes dans la nomenclature des Acraea :
L'oubli de la première description des Acraea par Linné : terpsicore. Ce nom désigne l'espèce nommée violae en Asie. Il a fallu plus de 10 années pour que ce nom de terpsicore revienne en usage. 
'oubli du vrai nom de ce qu'il était d'usage d'appeler Acraea eponina ou Acraea Terpsichore (avec un « h »). Il s'agissait en fait d'Acraea serena, nom d'origine donné par Fabricius et en usage pendant près d'un siècle avant qu'il se soit perdu.
Outre l’étude minutieuse des collections et l’analyse permanente de la morphologie interne des spécimens (genitalia, griffes, écailles, etc.), les deux auteurs ont mené des recherches sur les premiers états. À ce jour ils ont publié des informations sur les stades larvaires des Acraea de plus de 85 espèces africaines, soit plus de 33 % des espèces connues. Ils ont également mené des recherches basées sur le séquençage d’une portion du gène mitochondrial Cytochrome Oxydase I (code-barres ADN ou « barcode ») de près de 80 % des espèces africaines.
De l’ensemble de ces informations J. Pierre a construit l’actuelle classification du genre (réunissant deux sous-genres). Cette classification, rejetant tous les autres noms de genres utilisés par le passé, tant pour les espèces africaines qu’asiatiques et du nouveau monde, est donc monophylétique.
Cependant J. Pierre estime que nommer de nombreux genres dans la famille des Acraea (genres basés pour l’essentiel sur les groupes qu'il a déterminés lui-même), alors que la position des espèces dans chaque groupe ne peut découler de la simple observation des imagos, mais se fonde sur des détails anatomiques discrets (glandes sous - papillaires par exemple) n’apporte rien et risque d’entraîner la confusion et de nombreuses erreurs de description à l’avenir.

## Classification desAcraeaen Australasie
- Acraea (Acraea) andromacha, Acraea meyeri et moluccana
- Acraea (Acraea) terpsicore (= Acraea violae) présent en Inde et à Ceylan[3] jusqu'au Vietnam
- Acraea  (Actinote) issoria